# لوئیس گلوریا
 لوئیس گلوریا (انگلیسی: Louis Gloria؛ زاده ۱۵ آوریل ۱۹۶۹) یک تنیس‌باز اهل ایالات متحده آمریکا است.